# Mihtarlam (huyện)
Mihtarlam là một huyện thuộc tỉnh Laghman, Afghanistan. Dân số thời điểm năm 1999 là 115,565 người.